# Richard Jordan (actor)
Richard Jordan (nacido Robert Anson Jordan Jr.; Nueva York, 19 de julio de 1937-Los Ángeles, 30 de agosto de 1993) fue un actor estadounidense de cine, teatro y televisión. Actuó en 55 películas y series de televisión entre 1962 y 1993, en tanto que sus actuaciones en teatro se iniciaron en 1961. Obtuvo un Globo de oro como mejor actor de serie de televisión (drama) en 1977, y una nominación al Premio Primetime Emmy en 1977, ambos por su actuación de 1976 en Captains and the Kings (Capitanes y reyes).

## Biografía y carrera actoral

### Juventud y educación
Richard Jordan nació en una familia de abogados socialmente prominentes el 19 de julio de 1937 en la ciudad de Nueva York. Fue nieto de Learned Hand, el más importante jurista estadounidense miembro de la Corte Suprema de los EE. UU., y su padrastro Newbold Morris fue miembro del Consejo de la Ciudad de Nueva York durante la administración del alcalde Fiorello La Guardia. El joven Richard fue educado en escuelas privadas de Manhattan y luego en el exclusivo colegio privado Hotchkiss en Lakeville, Connecticut, donde se destacó como protagonista epónimo de Mr. Roberts, que le valió un lugar en el Sharon (Connecticut). Richard Jordan fue a Inglaterra como estudiante de intercambio en la Escuela Sherbourne, un colegio privado con más de 1000 años de antigüedad. Después de graduarse de Sherbourne, Jordan entró en la Universidad de Harvard y alcanzó el título en tres años.
Educado en Harvard como actor de teatro y cine, Jordan fue un miembro del club de drama, tanto como actor y como director. Mientras estaba en Harvard decidió convertirse en actor profesional.

### Actor de teatro
Después de graduarse en Harvard, Jordan lanzó lo que sería su carrera teatral prolífica en Nueva York, haciendo su debut en Broadway en diciembre de 1961 en la obra Take Her, She's Mine, bajo la dirección de George Abbott, en el Teatro Biltmore. La obra, protagonizada por Art Carney, Elizabeth Ashley y Heywood Hale Broun, fue un éxito y alcanzó 404 representaciones.
En Generation, comedia protagonizada por Henry Fonda alcanzó las 300 representaciones en la temporada 1965/66. Su última aparición exitosa en Broadway sería A Patriot for Me de John Osborne, dirigida por Peter Glenville y protagonizada por Maximilian Schell y Tommy Lee Jones, quien hacía su debut en Broadway. Para entonces, Jordan se había establecido como uno de los líderes del Off-Broadway y del Off-Off-Broadway, que representaron la mayor parte de las obras con más de 100 representaciones en los escenarios de Nueva York. Como actor y director, Richard Jordan fue una personalidad de importancia en el desarrollo del teatro Off-Off-Broadway de Nueva York, que floreció en la década de 1960. Fue uno de los fundadores del Gotham Arts Theater, que puso en escena obras en una antigua funeraria en la calle 43 Oeste.
Richard Jordan pasó ocho años (temporadas) con el Teatro Público del Festival de Shakespeare de Nueva York, de Joseph Papp. Hizo su debut con el Festival de Shakespeare en 1963, interpretando "Romeo" frente a la "Julieta" de Kathleen Widdoes, quien se convertiría en su esposa. La pareja se casó en 1964, y de ese matrimonio de ocho años nació en 1966 una hija, Nina Jordan, más tarde coprotagonista junto a su padre de la película Old Boyfriends (1979).
Continuó apareciendo en los escenarios Off-Broadway y en actuaciones itinerantes por las principales ciudades de los EE. UU., además de numerosos papeles en películas de cine y televisión. Jordan fue el gerente de la LA Actors Theater en Los Ángeles durante la década de 1970, donde produjo, dirigió y escribió sus propias obras. Para la temporada de Off-Broadway 1983 a 1984, ganó un Premio Obie por su actuación en la obra Protest del dramaturgo checo Václav Havel. También obtuvo el Los Angeles Drama Critics Circle Award por la dirección de la obra de Havel titulada Largo Desolato (1987).

### Actor de cine y televisión
A pesar de que apareció en la televisión durante la década de 1960, Jordan no hizo su debut en el cine hasta 1971, cuando apareció en un papel secundario en Lawman, obra de Michael Winner (1971), que contó con un elenco de primer nivel, incluyendo a Burt Lancaster, Robert Ryan, Lee J. Cobb y Robert Duvall. Sin embargo, fue su papel como el agente con cara de niño en The Friends of Eddie Coyle (1973) el que lo hizo más conocido en el cine. En Capitanes y reyes (Captains and the Kings), miniserie monumental de 1976, ganó su reputación. Su actuación como Joseph Armagh, el inmigrante irlandés que se convirtió en un magnate despiadado y fundó una dinastía americana, le trajo una nominación al Premio Primetime Emmy y la obtención del Globo de oro como mejor actor de serie de televisión (drama), además de permitirle conocer a su compañera, la coestrella Blair Brown, con quien vivió por muchos años y con la que tuvo un hijo.
Jordan interpretó muchos papeles antipáticos, incluido aquel en que representó al nazi Albert Speer en la película para televisión The Bunker (1981). Entre las muchas películas en que participó figuran The Friends of Eddie Coyle (1973), The Yakuza (1974), Logan's Run (1976), Les Misérables (1978) protagonizando a Jean Valjean, Rescaten el Titanic (1980), The Bunker (1981), Dune (1984), The Mean Season (1985), A Flash of Green (1985), The Secret of My Success (1987), Romero (1989),La caza del Octubre Rojo (1990), Posse (1993) y Gettysburg (1993).
En 1992, Jordan comenzó el rodaje de The Fugitive (1993) cuando su fatal enfermedad le obligó a abandonar la producción. El papel definitivo de Jordan fue el del brigadier general Lewis Armistead en la película Gettysburg (1993), en la que tuvo una actuación notable.

### Fallecimiento
Richard Jordan murió de un tumor cerebral en Los Ángeles, California, el 30 de agosto de 1993. Tenía 56 años de edad.